# Coldwater (Ohio)

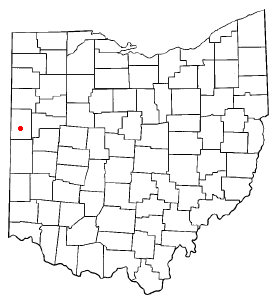
Coldwater na planie stanu Ohio

Coldwater – wieś w USA, w stanie Ohio, w hrabstwie Mercer.
Liczba mieszkańców w 2010 roku wynosiła 4 427, a w roku 2010 wynosiła 4 443.